# Maniema tartomány
A Maniema tartomány a Kongói Demokratikus Köztársaság tartománya. Tartományi fővárosa Kindu. Területe 132 520 km², lakóinak száma 1 246 787 (1998), népsűrűsége 9,41 fő/km². Nemzeti nyelve a szuahéli.

## Földrajza
A tartományt nyugaton a Kasai tartomány, északon az Orientale tartomány, keleten az Észak-Kivu és a Dél-Kivu tartomány, délről a Katanga tartomány határolja.
A Lualaba-folyó, mely a Kongó felső főfolyása délről északi irányban szeli át a tartományt és azon belül Kindu városát.

## Története
- 1962. augusztus 14. Maniema tartomány megalapítása,
- 1966. április 25. Egyesül Kivu-központi tartománnyal, így jön létre Dél-Kivu,
- 1988 Maniema tartomány újraalakul.[1]

## Közigazgatási beosztása
Maniema tartomány hét körzetre és a tartományi fővárosra tagolódik; a körzetek központjának neve megegyezik a körzet nevével. A tartományi főváros Kindu, lakosainak száma 221 000 (2003). Itt végződik az a vasútvonal, mely a Kongói Demokratikus Köztársaság keleti részét Afrika déli területeivel köti össze.

### Városok
- City of Kindu
  - Kasuku önkormányzat
  - Mikelenge önkormányzat
  - Alunguli önkormányzat

### Körzetek
- Kampene
- Kasongo
- Kibombo
- Lusangi
- Kabambare
- Pangi
- Punia
- Kailo

## Lakosság
A Maniema tartományban a szuahéli nyelvet, Kelet-Afrika bantu nyelvét beszélik. A Lualaba-folyó egy nem túl éles nyelvi határvonalat képez; a folyótól nyugat felé haladva - különösen a Kasai tartományban - egyre többen beszélik a csiluba nyelvet.

## Ásványkincsek
A Kongói Demokratikus Köztársaság déli és keleti tartományai ásványkincsekben gazdagok. Maniema tartományban volfrám, tantál, ón és arany található.